# Scutigerella remyi
Scutigerella remyi är en mångfotingart som beskrevs av Juberthie-Jupeau 1963. Scutigerella remyi ingår i släktet norddvärgfotingar, och familjen snabbdvärgfotingar. Inga underarter finns listade i Catalogue of Life.